# Anchialina agilis
Anchialina agilis är en kräftdjursart som först beskrevs av Georg Ossian Sars 1877.  Anchialina agilis ingår i släktet Anchialina och familjen Mysidae. Inga underarter finns listade i Catalogue of Life.